# Retrato de Juliano de Médici (Botticelli, Berlín)
El Retrato de Juliano de Médici (italiano: Ritratto di Giuliano de' Medici) es una obra del pintor renacentista italiano Sandro Botticelli. Está ejecutada al temple sobre madera. Mide 54 centímetros de alto y 36 cm de ancho. Está datada en torno al año 1478. Actualmente, se conserva en los Staatliche Museen de Berlín. 

## Historia
Juliano de Médici, hermano menor de Lorenzo el Magnífico, fue asesinado por algunos emisarios de la familia Pazzi, banqueros enemigos de los Médici. 

### La obra

Retrato de Juliano de Médici en Washington D. C.

Hay cuatro cuadros similares de Juliano de Médici atribuidos a Botticelli: en Milán, Berlín, Bérgamo y Washington D. C.. En el de Milán, el modelo mira hacia la izquierda; en los otros tres, hacia la derecha, con los ojos semicerrados y una acentuada rigidez en los rasgos. En la versión de Washington D. C. aparece en primer plano una tórtola posada en una rama seca y detrás una puerta abierta, símbolos de la Muerte. Por todo ello, no se sabe a ciencia cierta cual fue el primero del que los otros serían copias o versiones. Los retratos que se conservan en Bérgamo y Berlín probablemente no se ejecutaron hasta después del asesinato de Juliano durante la conspiración de los Pazzi de 1478, cuando es posible que familiares y amigos ordenasen hacer retratos conmemorativos. Quizá también los de Washington y Milán fueran realizados después de su muerte.